# For Honor
For Honor ist ein Online-Beat-’em-up-Computerspiel des Entwicklerstudios Ubisoft Montreal. Das Spiel wurde am 14. Februar 2017 für Microsoft Windows, PlayStation 4 und Xbox One veröffentlicht. Es wurde erstmals auf der E3 2015 angekündigt. Das eigene Kampfsystem ermöglicht dem Spieler in der Rolle eines mittelalterlichen Ritters, Samurais oder Wikingers in einem Fantasy-Setting zu spielen.

## Handlung
Die Einzelspielerkampagne in For Honor beschreibt die verschiedenen Fraktionen genauer und erzählt ihre Geschichte.
Ziel der Kampagne ist es, in allen vier Fraktionen die Herrscherin Appollyon zu stürzen. Dazu muss der Spieler in der Rolle einer Klasse der jeweiligen Fraktion Missionen erfüllen, die sich meist auf das Säen von Zwietracht, das Kämpfen gegen das eigene Volk oder einen Überfall auf Dörfer der anderen Fraktion beschränken.

## Gameplay
Der Fokus von For Honor liegt auf dem Mehrspielermodus. Tritt der Spieler einer Runde bei, hat er die Möglichkeit, zwischen insgesamt 32 Helden zu wählen, von denen sich mindestens fünf jeweils einer von fünf Fraktionen zuordnen lassen. Jede Klasse verfügt über bestimmte Kampf- und Spezialfertigkeiten und eigene Individualisierungsmöglichkeiten bezüglich des Erscheinungsbildes, die allerdings nicht im Kampagnenmodus verwendet werden können.
Im Kampf gegen einen anderen Spieler oder NSC greift das „The Art of Battle“-Kampfsystem, das es ermöglicht, den gegnerischen Charakter über das Aktivieren des sogenannten „Deckungsmodus“ aufzuschalten. Im Deckungsmodus können Angriffe von oben, rechts oder links ausgeführt werden. Um den Angriff abzuwehren, muss der Verteidiger seine Abwehr in die entsprechende Richtung ausrichten. Ein einfacher Block reduziert den erlittenen Schaden und kann gegnerische leichte Angriffsketten unterbrechen. Eine Parade ist schwieriger und kann eingesetzt werden, indem der Verteidiger im richtigen Moment selbst einen Schlag gegen den laufenden Angriff ausführt. Die Parade bringt den Angreifer aus dem Gleichgewicht, reduziert seine Ausdauer und ermöglicht Konterangriffe. Als vierte mögliche Angriffsoption gibt es den Deckungsdurchbruch, der den Block des Verteidigers durchbricht und auf den weitere Angriffe folgen können. Je nach gewählter Klasse leiten die verschiedenen Bewegungen Angriffsketten oder bestimmte Spezialfähigkeiten ein, die die Abwehr des Gegners durchdringen, seine Ausdauer reduzieren, ihn betäuben, niederschlagen, festhalten oder zum Bluten bringen können. Der Rhythmus, in dem der Spieler dabei die entsprechenden Angriffe einsetzt, ist entscheidend um solche Fähigkeiten wirken zu lassen und soll den Spieler dazu bringen, „das Gewicht der Waffe in der Hand zu spüren“. Ist der Spieler in der Unterzahl, kann er im Bedarfsfall den sogenannten Rache-Modus aktivieren, der seine Kampfwerte für kurze Zeit erheblich verbessert und es ihm leichter macht, gegen zwei oder mehr Gegner zu bestehen.
Gelingt es dem Spieler, einen Gegner zu töten oder bestimmte strategische Ziele zu erfüllen, erhält er Punkte, die je nach gewähltem Mehrspielermodus seinem Team zum Sieg verhelfen, sein Abschneiden am Ende einer Runde bestimmen und außerdem während einer Runde fraktions- und klassenspezifische Sonderfähigkeiten, sogenannte „Gaben“ freischalten. Diese Gaben nehmen als passive Verstärkungen der Kampffähigkeiten oder beispielsweise in Form von Bogenschützensalven oder Artillerieschlägen Einfluss auf das Spielgeschehen und unterstützen den Anwender. Am Ende jeder Runde erhält der Spieler Erfahrungspunkte für die in dieser Runde gespielte Klasse und Ingame-Währung, als „Stahl“ bezeichnet, mit dem er neue Klassen freischalten, zusätzliche Individualisierungsmöglichkeiten für eine Klasse erwerben und außerdem Ausrüstung erwerben oder verbessern kann, um die Kampfwerte wie etwa Verteidigung, Angriff und Ausdauer einer Klasse zu verändern.
Es folgt eine kurze Übersicht der Klassen:
- Die Ritter: Die Ritter der Eisernen Legion von Aschfeld repräsentieren die Menschen des europäischen Mittelalters. Ihre Klassen sind zumeist stärker gepanzert als die der anderen Fraktionen und insgesamt wohl auch weniger beweglich. Der Wächter ist eine leicht zu spielende Einstiegsklasse und bietet mit seinem zweihändig geführten Schwert wenige aber gleichzeitig vielseitige Kombinationen. Der Eroberer kämpft mit Flegel und Schild und besitzt als Ausgleich für seine geringe Reichweite viele Verteidigungsmöglichkeiten und hohen Angriffsschaden. Die Friedenshüterin ist eine extrem schnelle Klasse mit leichter Rüstung, einem Einhandschwert und einem Dolch. Sie verursacht moderaten Schaden und kann ihren Gegnern blutende Wunden zufügen, die diesem auch noch für einen Zeitraum nach dem Angriff zusetzen. Der Gesetzesbringer ist ein riesiger Krieger in massiver Plattenrüstung, der mit seiner Hellebarde eine hohe Reichweite hat und Konterangriffs- und Verteidigungsfähigkeiten kombiniert. Er ist dafür eher schwerfällig. Der in Season 2 neu eingeführte Zenturio, inspiriert von den namensgebenden römischen Offizieren trägt ebenfalls schwere Rüstung, kämpft aber nur mit einem einhändig geführten Gladius. Seine Spezialität sind abwechslungsreiche Ketten von aneinandergereihten Schlägen, Tritten und Sprungangriffen. Der mit Season 3 erschienene Gladiator, wie der Zenturio angelehnt an das Römische Reich, ist mit Dreizack und Faustschild ausgerüstet und wie die Friedenshüterin eine sehr schnelle Klasse, die den Blutungsschaden über Zeit mit Abwechslungsreichen, Ausdauer ziehenden Angriffen kombiniert.[6] Der Schwarze Prior ist ein Ritter, der mit einem Drachenschild und einem Schwert kämpft. Er ist ein Anhänger eines ritterlichen Ordens. In seiner männlichen Version wird er auch „Vortiger“ genannt. In der weiblichen Variante heißt er „Ezrebet“.[7] Kriegstreiberin ist eine leicht zu spielende, für viele Situationen anpassungsfähige Kriegerin. Ihre Waffe ist ein Flamberge und sie ist für sehr aggressive Angriffe bekannt. Sie leitet den Orden von Horkos und ist die selbsternannte Nachfolgerin Apollyons.

- Die Samurai: Die zurückgezogen lebenden Samurai von Myre repräsentieren die Menschen des feudalen Japan. Sie verfügen hauptsächlich über bewegliche Klassen mit Leder- oder Holzrüstung, die aber großen Schaden verursachen. Hier stellt der Kensei, bewaffnet mit einem langen japanischen Schwert, dem Odachi, die Einstiegsklasse dar. Er verfügt über eine größere Reichweite als der Wächter und setzt durchschlagende Angriffe oder Finten ein. Die Nobushi verwendet eine Naginata, um ihre Gegner auf Distanz zu halten und verfügt über Angriffe, die Extra-Schaden durch Blutung verursachen. Außerdem ist sie der einzige Charakter im Spiel der auch leichte Angriffe über eine 'Versteckte Haltung' abbrechen kann. Der Orochi stellt den in der Populärkultur propagierten typischen Samurai mit Katana dar, ist schnell und kontert seine Gegner mit Angriffen, die großen Schaden verursachen. Der Shugoki erinnert an einen Sumoringer und ist die einzige schwere Klasse der Samurai. Mit seiner Keule kann er unaufhaltbare und nicht blockbare Angriffe durchführen. Er besitzt einen 'Überschild' der Schaden eines einzelnen Treffers absorbiert und ist so in der Lage, gleichzeitig Schaden einzustecken und auszuteilen. Der in Season 2 erschienene Shinobi repräsentiert den Ninja der Populärkultur und ist mit zwei Kusarigamas ausgestattet, die er sowohl im Nahkampf als auch als Wurfwaffen auf Distanz einsetzen kann. Seine überragende Geschwindigkeit ermöglicht ihm eine hauptsächlich auf Ausweichbewegungen und schnellen Angriffen basierende Kampftechnik. Gleichzeitig ist er die Klasse mit dem geringsten Verteidigungswert im ganzen Spiel. In Season 4 dazugekommen ist der Aramusha. Als einziger Charakter der Samurai ist er Rōnin, also herrenlos. Er kämpft mit zwei Schwertern, einem in jeder Hand, und ist so in der Lage unendliche Ketten von Angriffen auf den Gegner niederregnen zu lassen. Er hat einen ähnlichen Kampfstil wie der unten beschriebene Berserker, verfügt aber zusätzlich über einige defensive Fertigkeiten, die unter anderem verschiedene Konterangriffe einleiten.[8] Hitokiri kann sowohl männlich, als auch weiblich sein. Der Männliche heißt „Yato“ & die weibliche „Sakura“. Sie sind Henker, die eine Masakari nutzen, um ihre Gegner zu exekutieren.[9]
- Die Wikinger: Die Wikinger aus Valkenheim repräsentieren die Einwohner Skandinaviens während des frühen europäischen Mittelalters. Sie tragen entweder Leder- oder sogar gar keine Rüstung, verfügen aber sowohl über schnelle als auch schwere Klassen. Der mit einer Danaxt bewaffnete Plünderer ist ein gewaltiger Muskelberg, der seine Gegner mit wenigen schweren Angriffen ausschalten kann oder einfach seine Kraft einsetzt, um sie gegen weitere Gegner, Wände oder in Abgründe zu werfen. Der Berserker nutzt zwei kleine Äxte um, wie der Aramusha, nahezu endlos auf den Gegner einzuschlagen. Seine kurze Reichweite gleicht er mit hohem Schaden und einem Überschild auf seinen schnellen Angriffen aus. Der Kriegsfürst stellt einen Jarl dar und verfügt dank Kurzschwert und Schild ähnlich wie der Eroberer hauptsächlich über Verteidigungsfähigkeiten und wenige Angriffs Kombinationen, setzt dafür auf Konterangriffe seines Schildes und Reichweite. Die Walküre orientiert sich an der germanischen Mythologie, kämpft mit Speer und Schild und nutzt eine Kombination aus Defensive, Konterschlägen und schnellen Angriffen, um Gegner niederzuschlagen oder anderweitig kampfunfähig zu machen. Mit Season 3 eingeführt wurde der Highlander, ein großer Krieger im schottischen Kilt, der das schottische Claymore führt und über eine defensive und eine offensive Haltung verfügt. Während die defensive Haltung der üblichen Kampfform aller Klassen entspricht, kann der Highlander in seiner offensiven Haltung nicht blockbare Angriffe, die massiven Schaden verursachen, ausführen wird aber bei einem Treffer wieder in die defensive Form zurück Versetzt. Als nächste Klasse der Wikinger ist mit Season 4 die Schamanin hinzugekommen. Sie kämpft mit einer Axt in der einen und einem Khukuri in der anderen Hand und gehört zu den schnellsten Charakteren im Spiel. Ihre Geschwindigkeit nutzt sie für überfallartige Angriffe. Bringt sie einen Feind zum bluten, erreicht sie selbst einen als Blut-Trance bezeichneten Rausch, in dem sie sich mit jedem erfolgreichen Angriff heilt und einen starken Sprungangriff ausführen kann.[10] Midgardschlange gehört einem Kult an, welcher sich auf Ragnarök vorbereitet. Der Held ist der 2. Schwere im Roster der Wikinger und kämpft mit einem Hammer.[11]
- Die Wu Lin: Die Wu Lin repräsentieren Krieger aus dem alten chinesischen Reich. Sie stellen eher das Bindeglied zwischen all den anderen Fraktionen dar, da sie sowohl so stark gepanzert sein können, wie die Ritter, dennoch aber auch so agil sein können, wie die leicht gepanzerten Wikinger oder Samurai. Der Tiandi ist der Allrounder unter den Wu Lin. Er ist treuer Beschützer von Kaiser und Königen und kämpft mit einem Dao. Ähnlich wie der Wächter ist sein Move-Set einfach, aber vielseitig. Der Hybrid im Bunde ist der Shaolin und ist nach den buddhistischen Mönchen benannt. Er kämpft mit einem Stab. Er kann sowohl auf Distanz kämpfen, aber auch durch seine Qi-Haltung in den direkten Nahkampf übergehen und von dort aus schnelle und nicht blockbare Angreife ausführen. Die Assassinin der Wu Lin ist Nuxia. Ihr Kampfstil gleicht einem Tanz, den sie mit 2 Hakenschwertern bestreitet. Damit versucht sie die Waffe des Gegners einzuhaken und so zwangsweise seine Verteidigung zu öffnen. Sie kämpft vor allem im direkten Nahkampf. Ihr genaues Gegenteil ist der Jiang Jun. Er ist der Schwere unter den Chinesen, welcher vor allem auf unaufhaltbare und nicht blockbare Angriffe setzt. Was ihn besonders macht, ist, dass er, trotz seines Gewichts, sehr agil agiert. Er zählt zu den schnellsten schweren Charakteren. Als Hilfsmittel steht ihm sein Guan Dao zur Verfügung.[12] Der Neuzugang auf der Seite der Wu Lin ist der Zhanhu. Er ist den Hybriden zuzuordnen und kämpft mit einem Chang Dao.
- Die Zugvögel: Eine Fraktion aus Kämpfern verschiedener Regionen. Der erste Held dieser Fraktion  war die Piratin, welche mit einem Säbel und einer Steinschlosspistole bewaffnet ist. Der zweite Held war ein Ägyptischer Wächter, welcher mit einer Palmenaxt kämpft. Die dritte Heldin kämpft mit Streitkolben und Schild, ihre Herkunft ist
- [13]

Die Helden teilen sich in „Unterkategorien“ ein, die durch ihre Eigenschaften und Fähigkeiten bestimmt werden:
- Stoßtrupp (engl.: Vanguard): Der Stoßtrupp stellt den Allrounder im Roster dar. Sie können von allem etwas, aber nichts wirklich gut. Für Anfänger bieten sie den perfekten Einstieg, da ihre Kombinationen einfach zu erlernen sind.
- Meuchler (engl.: Assassin): Zu den Meuchlern zählen die schnellen Helden. Sie sind sehr agil und beweglich, jedoch mangelt es ihnen an einer guten Defensive. Ihr Kampfstil erfordert ein gutes Timing, daher zählen sie zu den schwieriger zu erlernenden Klassen.
- Schwer (engl.: Heavy): Die Schweren stellen das genaue Gegenstück zu den Meuchlern dar. Schwere Helden sind sehr langsam, schlagen dafür aber mit großer Wucht zu. Des Weiteren haben sie die beste und stärkste Defensive im Vergleich zu allen anderen Kategorien.
- Hybrid (engl.: Hybrid): Die Hybriden sind so gesehen keine eigene Kategorie, sondern eher eine Mischung aus allen anderen Kategorien. Dabei unterscheiden sich die Hybriden sogar untereinander.

Folgende Helden gehören folgender Unterkategorie an:
|                | Stoßtrupp               | Meuchler                  | Schwer                      | Hybrid                         |
| -------------- | ----------------------- | ------------------------- | --------------------------- | ------------------------------ |
| Ritter         | Wächter Kriegstreiberin | Friedenshüterin Gladiator | Eroberer Schwarzer Prior    | Gesetzesbringer Zenturio Greif |
| Samurai        | Kensei                  | Orochi Shinobi            | Shugoki Hitokiri            | Nobushi Aramusha               |
| Wikinger       | Plünderer               | Berserker Schamanin       | Kriegsfürst Midgardschlange | Walküre Highlander             |
| Wu Lin         | Tiandi                  | Nuxia                     | Jiang Jun                   | Shaolin Zhanhu                 |
| The Outlanders |                         |                           |                             | Bou Yin                        |

### Fraktionssystem
Betritt ein Spieler erstmals For Honor, wird er aufgefordert dem laufenden Krieg an der Seite einer der vier Fraktionen beizutreten. Diese Fraktionswahl beeinflusst nicht direkt das Spielerlebnis, es können weiterhin alle Klassen, auch die der anderen Fraktionen, gespielt werden. Die Auswahl wirkt sich nur auf den sogenannten „Fraktionskrieg“ (engl. „faction war“) aus. Jedes Spiel wird von einem Algorithmus am Ende analysiert und vergibt Punkte in Form von Truppen für die an der Runde beteiligten Spieler, die diese für ihre jeweilige Fraktion einsetzen können, um auf einer Weltkarte von der eigenen Fraktion gehaltene Gebiete zu verteidigen oder von einer der anderen Fraktionen eroberte Gebiete anzugreifen. Alle sechs Stunden wird der aktuelle Stand der Grenzen aktualisiert und angezeigt. Die Fraktion, die die meisten Truppen in einem Gebiet einsetzt, erobert dieses in der nächsten Runde bzw. behält es. Die 12 verfügbaren Mehrspielerkarten, von der jede einem bestimmten Gebiet zugeordnet ist, verändern sich daraufhin im Setting und der Aufmachung, je nachdem, welche Fraktion das dazugehörige Gebiet im Moment kontrolliert.
Eine Saison (engl. „season“) ist in fünf als Feldzüge bezeichnete Runden a zwei Wochen unterteilt, an deren Ende die Weltkarte auf den Anfangsstand zurückgesetzt wird und die Fraktionen je nach Zahl der kontrollierten Territorien Punkte erhalten. Am Ende des letzten Feldzuges, also nach insgesamt zehn Wochen, erhalten die Spieler aller Fraktionen, je nach Platzierung ihrer Fraktion, besondere Belohnungen, meist in Form von Ausrüstungstruhen oder Kosmetikgegenständen.

### Mehrspielermodi
- Herrschaft: In Herrschaft kämpfen vier gegen vier Spieler. Ziel dieses Modus ist es, vorbestimmte und strategisch wichtige Zonen auf dem Schlachtfeld einzunehmen. Die Punkte verdient man durch Besetzen und Halten dieser Zonen. Sobald ein Team 1000 Punkte verdient hat, muss es das gegnerische Team ausschalten um das Spiel zu gewinnen.
- Handgemenge: Hier gibt es zwei Teams mit jeweils zwei Spielern oder NSC. Der Modus besteht aus maximal fünf Runden. Um eine Runde zu gewinnen, muss ein Team das andere vollständig ausschalten. Das Team, das drei Runden gewinnt, gewinnt auch das Spiel. Es können keine Gaben eingesetzt werden.
- Duell: Im Duell kämpft ein Spieler gegen einen anderen Spieler oder NSC. Wie beim Handgemenge gibt es maximal fünf Runden. Um eine Runde zu gewinnen, muss ein Spieler den anderen ausschalten. Wer zuerst drei Runden gewinnt, gewinnt das Spiel. Es können keine Gaben eingesetzt werden.
- Scharmützel: Hier treten wieder zwei Teams mit jeweils vier Spielern oder NSC gegeneinander an. Punkte gibt es diesmal nur für das Ausschalten gegnerischer Spieler. Das Team, das nach Ablauf der Zeit die meisten Punkte hat, gewinnt.
- Vernichtung: Ein vier-gegen-vier-Modus. Hier geht es wieder darum, das gegnerische Team vollständig auszuschalten, um eine von maximal fünf Runden zu gewinnen. Das Team, das als erstes drei Runden gewinnt, gewinnt das Spiel.[15]
- Tribut: Auch hier treten zwei Teams von je vier Spielern gegeneinander an. Ziel ist es, bis zu drei Opfergaben aufzusammeln und für das eigene Team bei jeweils einem eigenen Schrein zu sichern. Jeder besetzte Schrein verleiht dem entsprechenden Team eine Verbesserung: Der Hüter-Schrein erhöht den Schaden der Charaktere, der Beschützer-Schrein verleiht ihnen einen Schild und der Orakel-Schrein markiert die Charaktere des gegnerischen Teams und enthüllt so ihre Positionen. Gesicherte Opfergaben können vom gegnerischen Team gestohlen und zu seinen eigenen Schreinen gebracht werden. Besitzt ein Team alle drei Opfergaben, beginnt ein Countdown. Schafft es das Team, die Opfergaben so lange zu verteidigen, gewinnt es. Gelingt es keinem Team, vor Ablauf der Rundenzeit alle drei Opfergaben zu beanspruchen, gewinnt das Team, das die meisten Opfergaben besitzt.[16][17]
- Sturm: Mit dem Marching Fire-Update wurde im Oktober 2018 ein neuer vier-gegen-vier-Modus veröffentlicht. In diesem greift ein Team eine Festung an, während das andere versucht die Festung zu verteidigen. Die Angreifer müssen 3 Phasen bestehen: In den ersten beiden Phasen müssen sie einen Rammbock zu 2 Toren eskortieren und ihn schützen, während er die Tore durchbricht. Außerdem können die Angreifer Zonen einnehmen, um Bogenschützen zur Hilfe zu holen. In der 3. Phase müssen die Angreifer versuchen den Herrscher der Festung zu eliminieren. Dabei müssen sie sehr taktisch vorgehen, da ihnen nur eine begrenzte Anzahl an Respawn-Tickets zur Verfügung steht. Sinkt die Anzahl auf 0, haben die Angreifer verloren. Die Verteidiger hingegen haben die Aufgabe, die Angreifer aufzuhalten. Über die Karte verteilt stehen ihnen dazu Hilfsmittel zur Verfügung, wie etwa Ballisten oder der Kessel. Mit diesem können sie den Rammbock der Angreifer schwer beschädigen, sofern der Rammbock an einem der beiden Tore steht. Die Verteidiger haben 2 Möglichkeiten eine Partie für sich zu entscheiden: 1. Die Respawn-Tickets der Angreifer auf 0 sinken lassen oder 2. den Rammbock zerstören. Schaffen die Angreifer es jedoch den Herrscher zu stürzen, verlieren die Verteidiger.[18]
- Training: In diesem Modus haben Spieler die Möglichkeit als Anfänger das Spiel zu erlernen und als Fortgeschrittene gewisse Spielmechaniken zu vertiefen. In der Trainingsarena können Spieler einen Bot nach ihrem Belieben konfigurieren und so Paraden und bestimmte Angriffe zu lernen und zu meistern. Unter der Kategorie Heldentaktiken kann der Spieler bestimmte Kombo-Angriffe erlernen. Des Weiteren sind Trainingsvideos verfügbar, in denen man die einzelnen Helden lernen kann. Abschließend gibt es noch Anwärter-, sowie Kriegerprüfungen, in denen Anfänger und Fortgeschrittene bestimmte Aufgaben erfüllen kann und bei Erfüllen mit Stahl, sowie anderen Inhalten belohnt werden.[19]
- Arcade: Der Arcade-Modus ist ein Endlos-PvE-Modus bei dem bis zu 2 Spieler im KOOP gegen Bots verschiedener Schwierigkeitsgrade antreten können. Dabei erhalten sowohl die Spieler als auch die gegnerischen Bots Mutatoren, welche das Spiel für die Spieler erleichtern oder erschweren. Dieser Modus steht nur Besitzern des Marching-Fire-Passes zur Verfügung. Der KOOP-Partner braucht dabei den Pass nicht, wenn der Host den Pass besitzt.[20]

Es gibt außerdem immer mal wieder zeit-begrenzte Event-Modi, wie etwa Karussell des Todes, Tanz des Todes oder Hyper-Duell. Des Weiteren gibt es bestimmte begrenzte Modi, die einem Event angehören, wie zum Beispiel der Ice-Brawlers-Modus, welcher zu dem Winter- bzw. Weihnachtsevent von For Honor gehört.

### Karten
Im Multiplayer gibt es insgesamt 28 Karten (Stand: Mai 2019). Die Karten sind dabei unterteilt in die 3 Fraktionen – Ritter, Wikinger & Samurai – und sind nur in bestimmten Spielmodi verfügbar. Die Ausnahme stellen hier die Sturm-Karten dar. Diese sind nur in Sturm verfügbar, da sie sich vom Map-Design her, deutlich von den anderen Karten unterscheiden. Des Weiteren sind von jeder Karte verschiedene Varianten verfügbar, bei denen sich das Wetter und/oder die Tageszeit ändert (zum Beispiel: Schnee, Regenschauer, Sonnenuntergang):

#### Karten der Ritter
- Zitadellentor: Das Geschehen findet im Vorhof einer riesigen Zitadelle statt. Im Hintergrund erstreckt sich eine riesige Festung. Diese Karte ist in den Spielmodi Herrschaft, Duell, Handgemenge, Vernichtung & Scharmützel verfügbar.
- Die Scherbe: Diese Karte verlegt das Geschehen in eine riesige Burg. Dabei spielt man auf den äußeren Mauern. Diese Karte ist in den Spielmodi Herrschaft, Duell, Handgemenge, Vernichtung & Scharmützel verfügbar.
- Hafen: Diese Karte stellt eine Stadt an den Ufern eines Sees dar. Diese Karte ist in den Spielmodi Herrschaft, Duell, Handgemenge, Vernichtung & Scharmützel verfügbar.
- Wachposten: Diese Karte ist ein verlassener Außenposten, welcher links und rechts von riesigen Wachtürmen umgeben ist. Diese Karte ist in den Spielmodi Herrschaft, Duell, Handgemenge, Vernichtung & Scharmützel verfügbar.
- Schmiede: Diese Karte hat die Form eines Staudamms und beherbergt eine große Schmiede. Diese Karte ist in den Spielmodi Herrschaft, Duell, Handgemenge, Vernichtung & Scharmützel verfügbar.
- Kathedrale: Auf dieser Karte befinden sich die Spieler bei einer alten Ruine einer Kathedrale. Diese ist umgeben von Wäldern und Geysiren. Diese Karte ist in den Spielmodi Tribut, Duell, Handgemenge, Vernichtung & Scharmützel verfügbar.
- Abgelegener Wehrturm: Hier spielt man auf einem kleinen, verlassenen Wehrturm, welcher am Ufer eines Ozeans steht. Diese Karte ist in den Spielmodi Tribut, Duell, Handgemenge, Vernichtung & Scharmützel verfügbar.
- Dorf: Man spielt in einem niedergebrannten Dorf, welches durch einen ausgebrochenen Vulkan beschädigt wurde. Diese Karte ist in den Spielmodi Tribut, Duell, Handgemenge, Vernichtung & Scharmützel verfügbar.
- Ummauerte Stadt: Diese Karte ist die größte der Ritter und stellt eine große Festung mit mehreren Mauern dar. Diese Karte ist ausschließlich in Sturm verfügbar.
- Der Ring: Diese Karte ist nur im Trainingsmodus, sowie in Duell & Handgemenge verfügbar.

#### Karten der Wikinger
- Flussfestung: Diese Karte ist eine der typischen von den Wikingern an Flüssen gebauten Festungen. Diese Karte ist in den Spielmodi Herrschaft, Duell, Handgemenge, Vernichtung & Scharmützel verfügbar.
- Oberburg: Diese ist ebenfalls eine Feste, jedoch ist diese auf einem Berg erbaut worden. Ringsherum wartet nur der Abgrund. Diese Karte ist in den Spielmodi Herrschaft, Duell, Handgemenge, Vernichtung & Scharmützel verfügbar.
- Fehdehandschuh: Diese Karte stellt die Hauptstadt der Wikinger dar. Nur die Wenigsten, die eingetreten sind, kamen auch lebend wieder heraus. Diese Karte ist in den Spielmodi Herrschaft, Duell, Handgemenge, Vernichtung & Scharmützel verfügbar.
- Wikingerdorf: Dies ist ein kleines Fischerdorf an den Ufern eines Sees. Hier florierten einst der Handel. Diese Karte ist in den Spielmodi Tribut, Duell, Handgemenge, Vernichtung & Scharmützel verfügbar.
- Schiffswerft: In dieser verlassenen Werft bauten die Wikinger einst ihre Schiffe. Diese Karte ist in den Spielmodi Tribut, Duell, Handgemenge, Vernichtung & Scharmützel verfügbar.
- Schlucht: Diese Karte zeigt die Spuren der Vergangenheit. Durch die vergangenen Naturkatastrophen sind überall solche Schluchten entstanden. Diese Karte ist in den Spielmodi Tribut, Duell, Handgemenge, Vernichtung & Scharmützel verfügbar.
- Heilige Bastion: Diese Bastion wurde zu Ehren eines legendären Kriegers erbaut. Diese Karte ist ausschließlich in Sturm verfügbar.
- Storr-Festung: Die Festung steht auf einer großen Insel. Diese Karte ist ausschließlich in Sturm verfügbar.
- Die Grube: Diese Karte ist nur im Trainingsmodus, sowie in Duell & Handgemenge verfügbar.

#### Karten der Samurai
- Brückenkopf: Hier trifft der Angreifer auf die erste Hürde der riesigen Hauptstadt. Diese Karte spielt am Ufer und den äußersten Mauern. Diese Karte ist in den Spielmodi Herrschaft, Duell, Handgemenge, Vernichtung & Scharmützel verfügbar.
- Tempelgarten: Hier spielt man vor einem Tempel der Samurai. Umgeben vom Tal, wird diese Karte zu einem wichtigen Ort für die Samurai. Diese Karte ist in den Spielmodi Herrschaft, Duell, Handgemenge, Vernichtung & Scharmützel verfügbar.
- Brücke zur Zuflucht: Die Stadt, welche hinter dieser Brücke liegt, wurde auf Hügeln errichtet. Diese Karte sticht durch ihren linearen Aufbau heraus. Diese Karte ist in den Spielmodi Herrschaft, Duell, Handgemenge, Vernichtung & Scharmützel verfügbar.
- Hohe Wacht: Diese Befestigung wurde direkt an Klippen errichtet und dient so als Außenposten für die Samurai. Diese Karte ist in den Spielmodi Herrschaft, Duell, Handgemenge, Vernichtung & Scharmützel verfügbar.
- Baumwipfel: Die Stege und Hütten wurden in den Baumkronen riesiger Bäume errichtet. Diese Karte ist in den Spielmodi Tribut, Duell, Handgemenge, Vernichtung & Scharmützel verfügbar.
- Marktstadt: Hier spielt das Geschehen inmitten eines Wohn- & Handelsviertels. Durch die vielen Hütten ist dies eine Karte mit engen Wegen. Diese Karte ist in den Spielmodi Tribut, Duell, Handgemenge, Vernichtung & Scharmützel verfügbar.
- Turmruine: Hier wurde vor einiger Zeit meditiert und gebetet. Nun stehen diese Ruinen leer und werden bekriegt. Diese Karte ist in den Spielmodi Tribut, Duell, Handgemenge, Vernichtung & Scharmützel verfügbar.
- Wald: Dieser Wald und die einzelnen Gebäude sind umgeben von einem großen Sumpf. Diese Karte ist in den Spielmodi Tribut, Duell, Handgemenge, Vernichtung & Scharmützel verfügbar.
- Schloss Kazan: Dieses Schloss war einst das Zuhause des Feuergottes „Kagutsuchi“. Viele Gläubige kamen her, um ihn anzubeten. Nun wird um diese heilige Stätte gekämpft. Diese Karte ist ausschließlich in Sturm verfügbar.
- Die Zuflucht: Diese Karte ist nur im Trainingsmodus, sowie in Duell & Handgemenge verfügbar.

#### Karten der Wu Lin
- Qiang-Pass: Diese Karte ist eine große Festung der Chinesen. Diese Karte ist ausschließlich in Sturm verfügbar.

## Zusätzliche Inhalte
Zwei Wochen vor dem Release kündigte Ubisoft einen Season Pass an, der neben sofortigen Boni einen früheren und kostenlosen Zugang zu sechs neuen Helden gewährt. Außerdem werden zu jedem Start einer neuen Season neue Karten, Modi und Ausrüstungsgegenstände in das Spiel eingefügt, die jedem Spieler gratis zur Verfügung stehen sollen.
Auf der E3 2018 hat das For Honor-Entwicklerteam eine neue Erweiterung mit dem Namen Marching Fire angekündigt. Die Erweiterung fügt dem Spiel vier neue Helden der Wu Lin-Fraktion, einen vier-gegen-vier-Spielmodus, sowie PvE-inhalte hinzu.
Am 18. Dezember 2018 wurde auf Steam und im UPlay Store der Year-3-Pass veröffentlicht. Dieser bietet neben sofortigen Zusatzinhalten, auch 4 neue Helden, welche im Laufe des Jahres 2019 nacheinander veröffentlicht werden. Year-Pass-Besitzer erhalten dabei einen kostenlosen und früheren Zugang zu den Helden.

## Rezeption

### Während der Entwicklungsphase
Die Kritiken während der Entwicklungsphase fielen weitgehend positiv aus. Vor allem die Grafik wurde in den vorgestellten Alpha- und Betaversionen hervorgehoben. Besondere Beachtung fand das Kampfsystem, vor allem im Multiplayermodus. Die Mechanik beziehe sich nicht auf das einfache Drücken von Tasten. In For Honor steche das Kampfsystem durch die verschiedenen Möglichkeiten der 3-Treffer-Zonen hervor, die durch dieses simple System eine besondere Spieltiefe in Duellen und Kämpfen garantieren. Durch die Kombinationen der verschiedenen Angriffe erhalte jede Klasse eine spezielle persönliche Note. Das System der Ausdauer, die bei Angriffen verbraucht wird, verhindere zwar kein sinnloses Button-Mashing, jedoch wird dem Spieler erlaubt, den Skill im Spiel zu umgehen, denn auch für wenig talentierte Spieler gibt es ein Mechanic, die sich rein auf das Leertasten Drücken spezialisiert, dies kann zudem verfeinert werden, indem leicht starke Combos daraus gemacht werden.
Das Fraktionssystem verspreche langlebigen Spielspaß und Ziele, die erreicht werden können. Dafür spreche ebenfalls das auf Langlebigkeit ausgelegte Saison-System mit neuen Inhalten.
Die Einzelspielerkampagne wurde in der veröffentlichten Beta-Version eher schlecht bewertet. Die Geschichte der Fraktionen werde grafisch gut erzählt, verlaufe sich dennoch immer wieder in einfachen Kämpfen. Vor allem Fußsoldaten wurden als leichte Gegner bezeichnet. Lediglich Bosskämpfe würden eine Herausforderung darstellen. Die Identifikation der Klassen in den eigens für jede Klasse erstellten Missionen fehlt in den spielbaren Missionen der Beta.

## Auszeichnungen
Auf der Gamescom 2016 wurde das Spiel als Best Console Game Sony Playstation 4 und Best PC Game ausgezeichnet.